# The Man Who Wasn’t There
The Man Who Wasn’t There (auch: Der unauffällige Mr. Crane) ist ein Spielfilm der Coen-Brüder. Das US-amerikanische Drama aus dem Jahr 2001 ist eine Hommage an den Film noir.

## Handlung
Ende der 1940er Jahre: Ed Crane arbeitet als Friseur im Salon seines Schwagers in der kalifornischen Kleinstadt Santa Rosa. Einer seiner Kunden ist Creighton Tolliver, der vergeblich versucht hat, den Kaufhausbesitzer Big Dave als Partner für die neue Geschäftsidee der chemischen Reinigung zu gewinnen. Big Dave ist Arbeitgeber von Cranes Ehefrau Doris, und Ed vermutet – zu Recht –, dass Doris und Dave eine heimliche Affäre haben.
Ed sieht nun die Chance gekommen, endlich aus seinem eintönigen Alltag auszubrechen. Er trifft die folgenschwere Entscheidung, das erforderliche Startkapital für Tolliver von 10.000 US-Dollar von Big Dave zu erpressen, indem er ihm einen anonymen Brief schreibt und damit droht, sein Verhältnis mit Cranes Ehefrau in der Öffentlichkeit bekannt zu machen.
Dave wendet sich in seiner Verzweiflung an Ed, behauptet jedoch, mit einer anderen Frau eine Affäre zu haben. Allerdings würde eine Scheidung ihn finanziell ruinieren, da seine Frau das Geld in die Ehe gebracht habe. Big Dave geht jedoch auf die Erpressung ein und deponiert das Geld in einem als toter Briefkasten verwendeten Mülleimer. Ed nimmt das Geld an sich und übergibt es Tolliver trotz seiner Befürchtungen, einem Betrüger aufzusitzen. Doch dann erkennt Big Dave in Ed seinen Erpresser. Es kommt zu einem Streit um das Geld, bei dem Big Dave von Ed in Notwehr niedergestochen und tödlich verletzt wird. Tags darauf wird Eds Frau verhaftet und des Mordes an Big Dave angeklagt. Die Strafverfolgungsbehörden haben entdeckt, dass Doris die Bücher der Firma frisiert hat, und vermuten, dass Doris von Dave bedroht worden sei. Doris Crane droht die Todesstrafe.
Für die Verteidigung seiner Frau heuert Ed auf Anraten des örtlichen Anwalts Walter Abundas den Spitzenanwalt Freddy Riedenschneider aus Sacramento an. Dessen Honorar kann Ed nur aufbringen, indem Doris’ Bruder seinen Friseursalon an eine Bank verpfändet. Riedenschneider ist von Heisenbergs Theorie der Unschärferelation beeindruckt, und er beschließt, die Aufmerksamkeit der Jury von der Person Doris Crane abzulenken. Er ist zuversichtlich, den Prozess gewinnen zu können, allerdings erhängt sich Doris kurz vor Ende des Gerichtsverfahrens in ihrer Zelle. Ed erfährt wenig später vom zuständigen Gerichtsmediziner, dass sie schwanger war – und das, obwohl er seit Jahren keinen Sex mehr mit ihr hatte. Zuvor hatte ihm Big Daves Frau anvertraut, dass sie mit ihrem Mann ebenfalls nicht mehr intim gewesen sei, seitdem dieser während eines Campingausflugs für kurze Zeit von einem UFO entführt worden sei.
Inzwischen hat sich Tolliver mit den 10.000 US-Dollar offenbar aus dem Staub gemacht. Allerdings liest Crane dann in der Zeitung vom Erfolg des Systems der chemischen Reinigung.
Seiner Frau beraubt und mit seinem noch tristeren Dasein konfrontiert, hat sich Ed in den Kopf gesetzt, das Klavierspiel der jungen Birdy, Tochter von Walter Abundas, zu fördern. Doch auch dieses Vorhaben scheitert, da Birdy einem renommierten französischen Klavierlehrer aus dem nahen San Francisco zufolge technisch gut, aber seelenlos spiele. Auf dem Rückweg von dem Bewerbungsgespräch erleiden die beiden einen Autounfall, nachdem Birdy versucht hat, sich Ed sexuell zu nähern. Ed wird noch im Krankenbett liegend festgenommen: Man hat Tollivers Leiche in dessen Wagen auf dem Grund eines Sees entdeckt und bei der Leiche den von Ed unterschriebenen Vertrag gefunden, so dass Ed nun als Mörder verdächtigt wird. Ed wird bewusst, dass Big Dave Tolliver totgeprügelt hat.
Wieder heuert Ed Riedenschneider an, muss dafür nun allerdings sein Haus verpfänden. Riedenschneider versucht wieder mit seiner Unschärferelation-Verteidigung zu punkten. Das Gerichtsverfahren schleppt sich hin, und Ed kann Riedenschneider nicht weiter bezahlen. Er muss sich einen günstigeren und schlechteren Anwalt suchen, der auf schuldig plädiert. Das Ergebnis des Prozesses ist die Todesstrafe für Ed. Im Todestrakt schreibt er für ein Boulevardmagazin noch seine Lebensgeschichte nieder. In der Nacht vor seiner Hinrichtung erscheint ihm im Traum ein UFO, das über dem Gefängnishof kurz verharrt. Als er tags darauf zum elektrischen Stuhl geführt wird, gehen ihm noch einmal Erinnerungen an sein Leben und seine Frau durch den Kopf.

## Hintergrund
Der Film wurde in Los Angeles und weiteren Orten in Kalifornien gedreht. Die Dreharbeiten begannen am 26. Juli 2000 und endeten am 1. September 2000. Das Budget des Films wird auf rund 20 Millionen US-Dollar geschätzt. Der Film feierte seine Weltpremiere am 13. Mai 2001 bei den Internationalen Filmfestspielen von Cannes. Es folgten weitere Vorführungen bei Filmfestivals, darunter am 29. Oktober 2001 bei der Viennale. Ab dem 26. Oktober 2001 war der Film im Vereinigten Königreich und ab dem 2. November 2001 in den USA zu sehen. In Deutschland lief er am 8. November 2001 an. In den Kinos in Österreich wurde der Film ab dem 30. November 2001 gezeigt. Die Kinovorführung in der Schweiz begann am 24. Januar 2002. Am Eröffnungswochenende spielte der Film in den USA gut 660.000 US-Dollar ein. Insgesamt kam er in den USA auf Einnahmen in Höhe von knapp 7,5 Millionen US-Dollar. An den deutschen Kinokassen wurden über 180.000 Zuschauer gezählt.
Billy Bob Thornton gab seine Zusage zu dem Film, ohne zuvor das Drehbuch gesehen zu haben.
Der Filmtitel ist von William Hughes Mearns Gedicht Antigonish beeinflusst. Im Film sind nach Aussage der Coen-Brüder diverse Filmzitate als Hommage an James M. Cain zu finden.

### Film noir
The Man Who Wasn’t There erfüllt viele Charakteristika dieses unscharf abgegrenzten Filmgenres. Der Hauptfigur gelingt es nicht, ihr Schicksal in die Hand zu nehmen. Hinzu kommen die zeitliche Ansiedlung der Handlung sowie stilistische Mittel, insbesondere die Gestaltung als Schwarz-Weiß-Film.

### Musik
Im Film kommen – direkt von „Birdy“ gespielt bzw. im Hintergrund zu hören – langsame Sätze von Klaviersonaten Ludwig van Beethovens vor, nämlich der Mittelsatz der Sonate Nr. 8 op. 13 („Pathétique“) sowie Ausschnitte der Sonate Nr. 15 op. 28 („Pastorale“) und der Sonate Nr. 23 op. 57 („Appassionata“). Der französische Klavierlehrer spielt das 1. Klavierkonzert von Franz Liszt an.
Am 12. November 2001 wurde der Soundtrack von Decca Records veröffentlicht. Er enthält 14 Musiktitel.

### Schwarz-Weiß- und Farbfassung
Obwohl dieser Film in Farbe gedreht wurde, kam er in Schwarz-Weiß in die Kinos. Es existieren jedoch französische, belgische, niederländische und schwedische DVD-Versionen, die als „Bonusmaterial“ die Farbversion enthalten. Kurioserweise war der Film in den niederländischen Videotheken vorwiegend in Farbe erhältlich.

## Kritik
Das Lexikon des internationalen Films kritisierte den „zum Selbstzweck neigenden“ Stil der Inszenierung als „künstlich“. Er mache die „beabsichtigte Ironie“ zunichte. Die Handlung „plätschere dahin“ und lasse, wie auch die „marionettenhaft geführten Schauspieler“, „keine emotionale Identifikation zu“.
Der Spiegel schreibt: „»The Man Who Wasn’t There« ist eine geniale Improvisation über die Form des Vierziger-Jahre-Thrillers aus Hollywood.“
Jan Distelmeyer vom Evangelischen Pressedienst urteilt, der Film sei in „weitgehend expressionistischen Lichtverhältnissen gehalten“ und enthalte „eine Reihe kluger filmtheoretischer und -kritischer Überlegungen“. „Über allem ruht der trockene, unbeteiligte Tonfall des Erzählers, ein wortarmer Bericht, der ungefähr genauso karg daher kommt wie die beengende Schwarzweiß-Ästhetik und der ruhige Schnitt-Rhythmus.“ Dabei streift der Film „verwandte Genres“, darunter den „Gangsterfilm, aber auch Zeitgeschichtliches der vierziger Jahre und Übergänge […] zum US-Science-Fiction-Film der fünfziger Jahre“. Bei der Besetzung hebt Distelmeyer die weibliche Hauptrolle Frances McDormand als Femme fatale neben Billy Bob Thornton als „der perfekte Noir-Held“ hervor. „Makaber“ sei „nicht allein die Geschichte (und vor allem ihr überraschendes Finale), sondern das ganze Projekt. Wie man es auch nennen mag, ob Zitat, Ironie oder postmodernes Pastiche“.
Michael Denks von Zelluloid.de ist der Meinung, dass die „Filmkunstexperten Joel und Ethan Coen wohl ihren bis dato schwierigsten Film“ mit The Man Who Wasn’t There schufen. „Die Kritik war insgesamt sehr gespalten, zum einen zu künstlich und mühsam, zum anderen sehr anspruchsvoll. Kommerziellen Dank hinterließ das Publikum nicht, die Einspielergebnisse lagen weit abgeschlagen hinter ihren Vorgängern zurück.“ Die Besetzung des Films sei gelungen und beinhalte eine „beeindruckende Riege gewohnter und neuer Coen-Schauspieler. Wie immer holt die Regie das Beste aus jeder noch so kleinen Rolle heraus, keine Szene wirkt banal oder langweilig, sie gleichen einer Folge von schwarz/weiß-Gemälden, deren Kunst sie darüber hinaus einer visuell kreativen Kamera zu verdanken haben. Dennoch will der Funke der Begeisterung nicht überspringen, die Monotonie des Ich-Erzählers Ed Crane versetzt den Film in einen seidigen Halbschlaf, dessen einziger quirliger Höhepunkt Staranwalt Freddy Riedenschneider (Tony Shalhoub) den Nebel etwas lichtet.“ Denks Fazit lautet: „Der insgesamt überdurchschnittliche Film gehört sicher in jedes Regal eines Coen-Liebhabers, als Kunstfilm funktioniert er einwandfrei, doch massentauglich ist er auf keinen Fall.“

## Auszeichnungen
Der Film lief 2001 im Wettbewerb der Internationalen Filmfestspiele von Cannes, Joel Coen wurde mit dem Regiepreis ausgezeichnet. Zudem erhielt er 2002 den David di Donatello für den Besten ausländischen Film und eine Auszeichnung beim Las Palmas Film Festival.
Kameramann Roger Deakins erhielt für seine Arbeit eine Oscarnominierung und gewann den British Academy Film Award, den Australian Film Institute Award, den Award der American Society of Cinematographers, den Golden Satellite bei den Satellite Awards, den Boston Society of Film Critics Award, eine Auszeichnung der Los Angeles Film Critics Association, den San Diego Film Critics Society Award, einen Preis bei den Online Film Critics Society Awards sowie den Florida Film Critics Circle Award. Bei den letzten beiden Awards erhielt Billy Bob Thornton 2002 zugleich den Preis als Bester Darsteller. Er wurde im selben Jahr bei den Chlotrudis Awards in derselben Kategorie ausgezeichnet, in der er bereits 2001 vom National Board of Review sowie der Southeastern Film Critics Association geehrt wurde. Von der Russian Guild of Film Critics erhielt er den Preis als bester ausländischer Darsteller. Bei den London Critics Circle Film Awards erhielt Billy Bob Thornton 2002 die Auszeichnung zum Schauspieler des Jahres, während die Coen-Brüder für das Drehbuch des Films ausgezeichnet wurden.
Darüber hinaus erhielten Film und Filmcrew diverse Nominierungen bei weiteren Filmfestivals.